# Adelheid Geck
Adelheid Geck (* 14. Januar 1937 in Berlin; † 23. März 2025 in Abenberg) war eine deutsche Musikpädagogin, Musikwissenschaftlerin, Komponistin und Professorin.

## Leben
Adelheid Geck wurde als Tochter des Kaufmanns Karl Werner Geck und seiner Ehefrau, der Konzertsängerin Charlotte, geborene Böttger, in Berlin geboren. 1943 wurde sie mit ihrer Mutter und ihren beiden Schwestern nach Plau in Mecklenburg evakuiert, wo sie die ersten 7 Schuljahre verbrachte. 1957 legte sie das Abitur am Goethe-Gymnasium in Berlin-Lichterfelde ab. Im Anschluss daran studierte sie 8 Semester Schulmusik und 4 Semester Komposition bei Max Baumann an der Hochschule für Musik Berlin (1963 Staatsexamen für das künstlerische Lehramt an höheren Schulen, 1966 das 2. Staatsexamen für das Amt des Studienrats). Das Studium der Musikwissenschaft (Kurt Reinhard, Adam Adrio) und das Studium der Geographie (Georg Jensch, Jürgen Hövermann) schloss sie 1970 an der Freien Universität Berlin durch eine Untersuchung zu Leoš Janáčeks Volksliedwerk mit der Promotion zur Doktorin der Philosophie ab.
Von 1971 bis 1996 war sie Dozentin an der Hochschule Bremen und Referentin für Musik an der katholischen Erwachsenenbildungsstätte „Niels Stensen Haus“ der Diözese Hildesheim in Lilienthal-Worphausen. Bei Bischof Friedhelm Hofmann konvertierte sie zur Katholischen Kirche. Von 1995 bis 2014 war sie Kantorin an der katholischen St.-Paulus-Kirche in Plau am See.
Adelheid Geck war Mitbegründerin der 1999 in Berlin gegründeten Max-Baumann-Gesellschaft und war von 1999 bis 2022 ihre Präsidentin. 1992 war sie Mitherausgeberin der Festschrift zur Vollendung von Baumanns 75. Lebensjahr.

## Werke (Auswahl)

### Bücher und Schriften
- Aida von Giuseppe Verdi. Werkeinführung. (= Schriftenreihe Die Oper, über musikalische Bühnenwerke.) Robert Linau-Verlag, Berlin-Lichterfelde 1973, ISBN 978-3-87484-227-3.
- Das Volksliedmaterial Leoš Janáčeks. Analysen der Strukturen unter Einbeziehung von Janáčeks Randbemerkungen und Volksliedstudien (= Forschungsbeiträge zur Musikwissenschaft Bd. 26). Bosse, Regensburg 1975, ISBN 978-3-7649-2119-4 (= Dissertation, 1970)
- Musikalische Erwachsenenbildung (= Musikpädagogische Bibliothek. 35) Verlag Florian Noetzel, Wilhelmshaven 1987, ISBN 978-3-7959-0532-3.
- mit Johannes Overath (Hrsg.): Te decet hymnus. Festgabe für Max Baumann zur Vollendung des 75. Lebensjahres. Consociatio Internationalis Musicae Sacrae publicationes Romae, Sankt Augustin 1992.
- Demütige Anbetung – hochjauchzender Lobgesang. Anton Bruckner als Vorbeter. Dominus-Verlag, Augsburg 2015, ISBN 978-3-940879-43-1.
- Max Baumann im Spiegel seiner Schriften und Äußerungen – Dokumentarischer Rückblick im Jahr seines 100. Geburtstages, 2017.
- Max-Baumann-Festtage in Kronach – Dokumentarischer Rückblick auf die Veranstaltungen zum 100. Geburtstag Max Baumanns (1917–1999), 2017.

### Artikel und Aufsätze
- Max Baumann (1917–1999) und die Liturgiereform des II. Vatikanischen Konzils. In: Kirchenmusikalisches Jahrbuch 86. 2002, S. 73–83.
- Dolmetscher für Gottes Aufträge. Anton Bruckner war Mitglied der Austria Wien. Ist an eine Seligsprechung zu denken? In: Akademia, 1/2022, S. 16f.

### Kompositionen
Motetten (a cappella):
- Ave, crux spes unica, SATB, Text: Edith Stein. Konsid-Musikverlag 2006.[5]
- Bevor des Tages Licht vergeht, SAB (GL 663). Konsid-Musikverlag.
- Denn es ist das Licht, SATB, Text: Hl. Schrift und Stundenbuch.
- Die Lübecker Märtyrer, SATB, Text: Renate Krüger.
- Ein Tag, der sagt dem anderen, SATB, Text: Gerhard Tersteegen. Konsid-Musikverlag 2012.
- Gebet zur hl. Bernadette, SAB. Konsid-Musikverlag 2016.
- Gesang der Freude über Gotteserfahrung, SATB. Konsid-Musikverlag 2016.
- Heiliger Jean-Maire Vianney, SAB oder TTB.
- Ich bitte den Herrn, SATB, Text: Edith Stein. Konsid-Musikverlag 2006.
- Lob, Preis und Dank, SATB, Text: Roswitha von Gandersheim.
- Maria hilf, SATB, Mariengebet. Konsid-Musikverlag 2012.
- Nada te turbe, SATB, Text: Teresa von Avila. Konsid-Musikverlag 2016.
- Pulchra quae videntur, SATB, Text: Niels Stensen. Konsid-Musikverlag 2016.
- Sacerdos et Ponfifex, SATB und Orgel. Zur Bischofsweihe von Friedhelm Hofmann am 13. September 1992.

Kantaten und Oratorien:
- Als der Dornbusch brannte, Oratorium zu Ehren der drei Mystikerinnen vom Kloster Helfta, Textgestaltung: Regine Correns. Konsid-Musikverlag 2006.
- Amor meus crucifixus est – Aus dem Leben der hl. Birgitta von Schweden, Textgestaltung: Regine Correns.
- Ansgar, Oratorium zu Ehren des hl. Ansgar, Textgestaltung: Regine Correns. Konsid-Musikverlag 2013.
- Die Legende von der Heiligen Barbara, Liedkantate zum 4. Dezember, Textgestaltung: Regine Correns. 2004.
- Gottesgebot Gabriel, Kantate für die Weihnachtszeit, Textgestaltung: Ingrid Nicolai.[6]
- Jesus, sis mihi Jesus, Oratorium zu Ehren Niels Stensens, Textgestaltung: Regine Correns. LaBaum-Musikverlag 1999.
- Klara, Oratorium zu Ehren der hl. Klara von Assisi, Textgestaltung: Regine Correns. Konsid-Musikverlag 2010.
- Memoria passionis, Ein Kreuzweg in Sieben Stationen im Gedenken an Edith Stein, Textgestaltung: Regine Correns. LaBaum-Musikverlag 2002.
- Wir haben seinen Stern gesehen, Oratorium zu Ehren der Heiligen Drei Könige, Textgestaltung: Regine Correns. Konsid-Musikverlag 2012.

Klavier:
- In memoriam Max Baumann. Konsid-Musikverlag 2017.

## Ehrungen
- 2005: Siemerling-Sozialpreis der Neubrandenburger Dreikönigsstiftung[7]